# Wierchnij Jerusłan (obwód saratowski)
Wierchnij Jerusłan (ros. Верхний Еруслан) – wieś (sieło) w Rosji, w obwodzie saratowskim, w rejonie krasnokuckim. W 2021 liczyła 558 mieszkańców.